# Ilias Iliadis
Ilias Iliadis (grč. Ηλίας Ηλιάδης; gru. ჯარჯი ზვიადაური, Jarji Zviadauri) (10. studenog 1986.) grčki je judaš gruzijskog podrijetla koji se natječe za Grčku od samog početka svoje međunarodne karijere.

## Životopis
Ilias Iliadis je Gruzijac koji je rođen kao Jarji Zviadauri te je rođak gruzijskog judaša Zuraba Zviadaurija koji je također na OI u Ateni 2004. postao olimpijski pobjednik. Jarji se s obitelji tijekom 1990-ih preselio u Grčku te je dobio grčko ime Ilias Iliadis.

### Športska karijera
Judaš se najprije borio u težinskoj kategoriji do 81 kg te je na OI u Ateni 2004. postao olimpijski pobjednik sa samo 17 godina. Nakon toga Iliadis je osvojio po dva naslova svjetskog i europskog prvaka.
Pri svečanoj ceremoniji otvaranja OI u Pekingu 2008., Iliadis je dobio čast nošenja grčke zastave. Na tom turniru judaš nije uspio osvojiti medalju ali je zato na OI u Londonu 2012. bio brončani u kategoriji do 90 kg.

## Olimpijske igre

### OI 2012. London
| London 2012.  | London 2012. | London 2012.    | London 2012.    |
| Protivnik     | Zemlja       | Uspjeh          | Natjecanje      |
| ------------- | ------------ | --------------- | --------------- |
| Milan Randl   | Slovačka     | 111:2; pobjeda  | 1. krug         |
| Karolis Bauža | Litva        | 100:3; pobjeda  | 2. krug         |
| Kiril Denisov | Rusija       | 0:20; poraz     | četvrtzavršnica |
| Mark Anthony  | Australija   | 1000:0; pobjeda | repesaž         |
| Tiago Camilo  | Brazil       | 11:2; pobjeda   | borba za broncu |

## Vanjske poveznice
- Judo Inside.com
- DataBaseOlympics.com